# Songchon
Songchon (Hán Việt: Thành Xuyên) là một huyện của tỉnh Pyongan Nam tại Cộng hòa Dân chủ Nhân dân Triều Tiên. Huyện giáp với Unsan ở phía bắc và tây bắc, với Pyongsong ở phía tây, với Pukchang ở phía đông bắc, với Sinyang ở phía đông, với Hoechang ở đông nam và giáp với thủ đô Bình Nhưỡng ở phía tây nam. Năm 2008, dân số toàn huyện Songchon là 149.809 người (71.246 nam và 78.563 nữ), trong đó, dân cư đô thị là 82.938 người (55,4%) còn dân cư nông thôn là 66.871 người (44,6%).